# 静寂 (SI・JI・MA)
「静寂 (SI・JI・MA)」（しじま、英: Silence）は、高橋洋子の3枚目のシングル。1992年2月26日にキティレコードから発売された。

## 概要
- キティレコードから発売の2枚目のシングル。
- 麻宮騎亜の漫画作品『サイレントメビウス』のイメージソングである[2]。
- シングルのタイトルは『サイレントメビウス 〜イメージ・ソング〜 XX-II』とも表記される。
- 2019年現在、高橋洋子のアルバムには収録されていない。
- 詞先で作られた。作詞は柚木美祐が担当していたが、作曲の際に柚木が書き下ろした詞が「1コーラス目と2コーラス目の文字数が合っていない」という問題が発生し、小笠原ちあきが補作詞として参加し歌詞を修正した[3]。そのため、クレジットには柚木の名前が無い。

## 収録曲
1. 静寂 (SI・JI・MA) [4:30]
作詞：小笠原ちあき、作曲・編曲：安西史孝
  - 漫画『サイレントメビウス』イメージソング
2. 静寂 (SI・JI・MA) -オリジナルカラオケ- [4:27]

## 参加ミュージシャン
- コーラス：山根麻衣、山根栄子、山根暁[4]
- シンセサイザー：安西史孝[4]

## 収録アルバム
| 収録アルバム          | 発売日         | 規格品番 | 発売元               | トラック番号 |
| --------------------- | -------------- | -------- | -------------------- | ------------ |
| 『パンドラ ディスク』 | 1994年10月21日 | SXCR-614 | シックスティレコード | #5           |
| 『パンドラ ディスク』 | 1998年2月21日  | AYCM-602 | エアーズ             | #5           |

## カバー
| アーティスト | 収録アルバム                                          | 発売日         | 規格品番 | 発売元    | トラック番号 |
| ------------ | ----------------------------------------------------- | -------------- | -------- | --------- | ------------ |
| 松井菜桜子   | 『KATSUMIX サイレントメビウス character image album』 | 1995年12月16日 | AYCM-501 | Ayersrock | #4           |